# 细柄茅属
细柄茅属（学名：Ptilagrostis）是禾本科下的一个属，为多年生草本植物。该属共有约6种，多分布于亚洲北部至喜马拉雅。